# Пасіонарна концепція етногенезу
Пасіона́рна концепція етногене́зу — історико-етнологічна концепція Льва Гумільова, яка описує історичний процес як взаємодію та розвиток етносів з утворюючим ландшафтом та іншими етносами. Була опублікована у вигляді статей в рецензованих часописах і депонована як рукопис «Етногенез і біосфера Землі» в ВІНІТІ, пізніше — як монографії у видавництві ЛДУ (1989 р.)
Концепція Гумільова визначає і описує визначення етносу (точніше, три види етнічних систем), вводить поняття пасіонарності, описує типові процеси етногенезу і взаємодії етносів. Теорія Гумільова не відповідає критеріям науковості. Якщо на пострадянському просторі частина вчених і використовує її як наукову, то, в основному для того, аби обґрунтувати ненаукову і пропагандистську концепцію євразійства. Учені за межами пострадянського простору не розглядають концепцію Гумільова навіть як гіпотезу.

## Етнічні системи

### Визначення
Етнічні системи є одночасно:
- біологічно обумовленими співтовариствами людей, подібні левиним прайдам або мурашникам,
- формою пристосування людей до ландшафту,
- взаємно компліментарними групами людей, що усвідомлюють свою єдність і протиставляють себе іншим етнічним системам,
- групами людей з подібним стереотипом поведінки,
- групами людей, маючих загальне походження і синхронну історію,
- стійкими еволюціонуючими системами,
- ієрархічними структурами.

Етнічні системи, у загальному випадку, не є такими єдностями:
- мовними,
- релігійними
- культурними,
- юридичними, хоч і можуть ними бути.

### Етнічні системи
Розрізняють такі види етнічних систем, за ступенем зниження рівня етнічної ієрархії: суперетнос, етнос, субетнос, конвіксія і консорція. Етнічна система є наслідком еволюції етнічної одиниці нижчого порядку або деградації системи вищого; вона знаходиться у системі вищого рівня та вміщує у собі системи нижчого.
СуперетносНайбільша етнічна система. Вона складається з етносів. Загальний для суперетносу стереотип поведінки є світосприйняттям його членів і визначає їх ставлення до фундаментальних питань життя. Приклади: російський, європейський, римський, мусульманський суперетноси.
ЕтносЕтнічна система нижчого порядку, зазвичай, у побуті звана народом. Члени етносу об'єднані загальним стереотипом поведінки, які мають певний зв'язок з ландшафтом (місцем розвитку етносу), і, зазвичай, які мають релігію, мову, політичний і економічний устрій. Цей стереотип поведінки зазвичай називається національним характером. Приклад: українці.
Субетнос, конвіксія і консорціячастини етносу, зазвичай жорстко прив'язані до конкретного ландшафту й пов'язані загальним побутом або долею. Приклади: помори, старообрядці, російські козаки.
Етнічні системи вищого порядку зазвичай існують довше, ніж системи нижчого. Зокрема, консорція може пережити своїх засновників.

## Пасіонарність

### Визначення
У широкому значенні, пасіона́рність, — спадкова кількісна характеристика, якою визначається здатність індивіда (і групи індивідів) до надзусилля, наднапруги.

### Рівні пасіонарності

#### Базова класифікація
- Пасіонарність вище норми («пасіонарність» у вузькому значенні) проявляється у поведінці як підприємливість, готовність нести жертви заради ідеалу, бажання і можливість змінювати світ, зокрема, свій ландшафт. Висока пасіонарність є рецесивною ознакою.
- Пасіонарність лише на рівні норми (гармонійність) означає, що її носій перебуватиме у рівновазі з навколишнім середовищем.
- Пасіонарність нижче норми (субпасіонарність) означає схильність до ледарства, пасивності, паразитизму і зрадництва.

#### Детальна класифікація
Л. М. Гумільовим була запропонована і більш тонка класифікація за ознакою пасіонарності, що включає дев'ять її рівнів.
1. Вищий — шостий, жертовний, людина не вагаючись готова пожертвувати власним життям. Прикладами таких особистостей є Ян Гус, Жанна д'Арк, Протопоп Авакум, Олександр Македонський, аятола Хомейні.
2. Трохи нижче лежить п'ятий рівень — прагнення ідеалу перемоги — людина цілком здатна ризикувати життям для досягнення повної переваги, але йти на вірну смерть нездатні. Це патріарх Нікон, Сталін тощо.
3. Це ж, але у меншому масштабі, проявляється на четвертому рівні — прагнення до ідеалу успіху. Приклади — Леонардо да Вінчі, О. С. Грибоєдов, С. Ю. Вітте. Це рівень перегріву, акматичної фази (четвертий рівень — перехідний).
4. Нижче йдуть рівні, найхарактерніші для фази надлому — прагнення до ідеалу знання і краси (те, що Л. М. Гумільов називав «пасіонарність слабка, але дієва»). Тут за прикладами далеко ходити зайве — усе це великі вчені, художники, письменники, музиканти тощо.
5. Для виходу з фази надлому характерний другий — пошук удачі з ризиком для життя. Це шукачі Щастя, ловці фортуни, колоніальні солдати, відчайдушні мандрівники, що здатні ризикнути життям.
6. Зі зниженням пасіонарності на зміну їм приходять інші — пасіонарії, котрі прагнуть благоустрою без ризику для життя.
7. Ще нижче стоїть обиватель — тиха людина, повністю пристосована до навколишнього ландшафту. Це нульовий рівень. Кількісно він переважає у всіх фазах етногенезу (крім обскурації), але лише інерція і гомеостаз є провідними в поведінці етносу. При подальшому зниженні пасіонарності приходять особи з її негативним значенням — субпасіонарії. Вони бувають двох рівнів: −1-го і −2-го. Якщо перші ще здатні на якісь дії, пристосування до ландшафту, то другі неспроможні навіть до цього. Поступово зі своїми взаємознищенням і тиском зовнішніх причин або відбувається загибель етносу, або беруть своє гармонійні особистості.

Л. М. Гумільов неодноразово звертав увагу те, що пасіонарність не корелює зі здібностями особистості, силою волі тощо. Може бути розумний обиватель і досить дурний «учений», вольовий субпасіонарій і безвольний «жертовник», рівно як і навпаки; це все не виключає і передбачає один одного. Також пасіонарність не визначає такі важливі частини психотипу, як темперамент: вона лише, вочевидь, створює норму реакції за наявності цієї ознаки, а конкретний прояв визначається зовнішніми умовами.

### Пасіонарні поштовхи

Пасіонарні поштовхи, описані Л. Н. Гумільовим. Римськими цифрами позначені номери поштовхів, арабськими пронумеровані етноси, що виникли в ході даного поштовху

Час від часу відбуваються масові мутації, що підвищують рівень пасіонарності (пасіонарні поштовхи). Вони тривають не довше кількох років, зачіпають вузьку (до 200 км) територію, розташовану вздовж геодезичної лінії і тягнуться кілька тисяч кілометрів. Особливості їх перебігу вказують на їх зумовленість позаземними процесами. Мутаційна природа пасіонарного поштовху виразно випливає з того, що пасіонарні популяції з'являються на поверхні Землі не довільно, а одночасно у віддалених один від одного місцях, що розташовані в кожному такому ексцесі на території, що має контури протяжної вузької смужки і геометрію геодезичної лінії, або натягнутої нитки на глобусі, що лежить в площині, що проходить через центр Землі. Це говорить, в свою чергу, про те, що центрально-симетричні поля Землі визначають геометрію пасіонарного поштовху. Таким полем, швидше за все, може бути електромагнітне поле, а отже причиною мутації повинно бути зовнішнє енергетичне джерело, з випромінюванням якого це поле взаємодіє.
Пасіонарні поштовхи, описані Л. Н. Гумільовим (легенда до мапи):
- I (XVIII століття до н. е.). 1. Єгиптяни −2 (Верхній Єгипет). Крах Стародавнього царства. Завоювання гіксосами Єгипту в XVII ст. Нове царство. Столиця в Фівах (1580 р.) Зміна релігії. Культ Озирису. Припинення будівництва пірамід. Агресія в Нумібію і Азію. 2) Гіксоси (Йорданія. Північна Аравія). 3) Хетти (Східна Анатолія). Утворення хетів з декількох хатт-хурітських племен. Піднесення Хаттусси. Розширення на Малу Азію. Взяття Вавилону.
- II (XI століття до н. е.). 1) Чжоусці (Північний Китай: Шеньсі). Завоювання князівством Чжоу імперії Шан Інь. Поява культу Неба. Припинення людських жертвопринесень. Розширення ареалу до моря на сході, Янцзи на півдні, пустелі на півночі. 2) (?) Скіфи (Центральна Азія).
- III (VIII століття до н. е.). 1) Римляни (центральна Італія). Поява на місці різноманітного італійського (латино-сабіно-етруського) населення римської громади-війська. Подальше розселення на середню Італію, завоювання Італії, що закінчилося утворенням Республіки в 510 р. до н. е. Зміна культу, організації війська та політичної системи. Поява латинського алфавіту. 2) Самніти (Італія). 3) Екви (Італія). 4) (?) Галли (південна Франція). 5) Елліни (середня Греція). Занепад ахейської критомікенської культури в XI—IX ст. до н. е. Забуття писемності. Утворення дорійських держав Пелопоннесу (VIII ст.). Колонізація еллінами Середземномор'я. Поява грецької абетки. Реорганізація пантеону богів. Законодавства. Полісний спосіб життя, 6) Лідійці. 7) Кіліїкійці (Мала Азія). 9) Перси (Персида). Утворення мідян та персів. Дейок і Ахема — засновники династій. Розширення Мідії. Розділ Ассирії. Піднесення Персиди на місці Елама, що закінчилося створенням царства Ахеменідів на Близькому Сході. Зміна релігії. Культ вогню. Маги.
- IV (III століття до Р. Х.). 1) Сармати (Казахстан). Вторгнення в європейську Скіфію. Винищення скіфів. Поява важкої кінноти лицарського типу. Завоювання Ірану парфянами. Поява станів. 2) Кушани-согдійці (Середня Азія). 3) Хунни (південна Монголія). Утворення хуннського родоплемінного союзу. Зіткнення з Китаєм. 4) Сяньбі. 5) Пуйо. 6) Когурьо (південна Маньчжурія, Північна Корея). Піднесення і падіння стародавнього корейського держави Чосон (III—II ст. до Р. Х.). Утворення на місці змішаного тунгусо-маньчжуро-корейсько-китайського населення племінних союзів, що виросли згодом у першокорейські держави Когурьо, Сілла, Пекче.
- V (I століття). 1) Готи (південна Швеція). Переселення готів від Балтійського моря до Чорного (II ст.). Широке запозичення античної культури, що закінчилося прийняттям християнства. Створення готської імперії у Східній Європі. 2) Слов'яни. Широке поширення з Прикарпаття до Балтійського, Середземного і Чорного морів. 3) Даки (сучасна Румунія). 4) Християни (Мала Азія, Сирія, Палестина). Виникнення християнських громад. Розрив з юдаїзмом. Утворення інституту церкви. Розширення за межі Римської імперії. 5) Юдеї-2 (Юдея). Оновлення культу і світогляду. Поява Талмуду. Війна з Римом. Широка еміграція за межі Юдеї. 6) Аксуміти (Абісинія). Піднесення Аксуму. Широка експансія в Аравію, Нубію, вихід до Червоного моря. Пізніше (IV ст.) Прийняття християнства.
- VI (VI століття). 1) Араби-мусульмани (Центральна Аравія). Об'єднання племен Аравійського півострова. Зміна релігії. Іслам. Розширення до Іспанії та Паміру. 2) Раджпут (долина Інду). Повалення імперії Гупта. Знищення буддійської громади в Індії. Ускладнення кастової системи при політичній роздробленості. Створення релігійної філософії Веданти. Трійчастий монотеїзм: Брама, Шива, Вішну. 3) Боти (південний Тибет). Монархічний переворот з адміністративно-політичною опорою на буддистів. Розширення в Центральну Азію і Китай. 4) Табгачі. 5) Китайці-2 (північний Китай: Шеньсі, Шаньдун). На місці майже вимерлого населення північного Китаю з'явилися два нових етносу: китайсько-тюркський (табгачі) та середньовічний китайський, що виріс з групи Гуаньлун. Табгачі створили імперію Тан, об'єднавши весь Китай і Центральну Азію. Поширення буддизму, індійських та тюркських звичаїв. Опозиція китайських шовіністів. Загибель династії. 6) Корейці. Війна за гегемонію між королівствами Сілла, Пекче, Когурьо. Опір танський агресії. Об'єднання Кореї під владою Сілла. Засвоєння конфуціанської моралі, інтенсивне поширення буддизму. Формування єдиної мови. 7) Ямато (Японці). Переворот Тайка. Виникнення центрального держави на чолі з монархом. Прийняття конфуціанської моралі як державної етики. Широке поширення буддизму. Експансія на північ. Припинення будівництва курганів.
- VII (VIII століття). 1) Іспанці (Астурія). Початок Реконкісти. Утворення королівств: Астурія, Наварра, Леон і графства Португалія на базі змішання іспано-римлян, готів, аланів, лузітани тощо 2) Франки (французи). 3) Сакси (німці). Розкол імперії Карла Великого на національно-феодальні держави. Відбиття вікінгів, арабів, угорців і слов'ян. Розкол християнства на ортодоксальну і папістську гілки. 4) Скандинави (південна Норвегія, північна Данія). Початок руху вікінгів. Поява поезії та рунічної писемності. Відтискування лопарей в тундру.
- VIII (XI століття). 1) Монголи (Монголія). Поява «людей довгої волі». Об'єднання племен в народ-військо. Створення законодавства — Яси і писемності. Розширення улусу від Жовтого до Чорного моря. 2) Чжурчжені (Маньчжурія). Утворення імперії Цзінь напівкитайского типу. Агресія на південь. Завоювання північного Китаю.
- IX (XIII століття) 1) Литва. Створення жорсткої князівської влади. Розширення князівства Литовського від Балтійського до Чорного моря. Прийняття християнства. Злиття з Польщею. 2) Великороси. Зникнення Стародавньої Русі, захопленої Литвою (крім Новгорода). Піднесення Московського князівства. Зростання служивого стану. Широка метисації слов'янського, тюркського та угорського населення Східної Європи. 3) Турки-османи (захід Малої Азії). Консолідація османським бейліком активного мусульманського населення Близького Сходу, полонених слов'янських дітей (яничари) і морських бродяг Середземномор'я (флот). Султанат військового типу. Оттоманська Порта. Завоювання Балкан, Передньої Азії та Північної Африки до Марокко. 4) Ефіопи (Амхарці, Шоа в Ефіопії). Зникнення Стародавнього Аксуму. Переворот Соломонідов. Експансія ефіопського православ'я. Піднесення й розширення царства Абісинії у Східній Африці.

У зв'язку з величезним підняттям активності Китаю, Японії, Ірану, Іраку і. т. д. в XIX—XX ст. дискутується питання про десятий пасіонарний поштовх, що стався наприкінці XVIII століття. Одні (гіпотеза належить В. А. Мічуріну) проводять його по лінії Японія — Близький Схід, інші (гіпотеза висунута М. Хохловим) — по вертикальній лінії, що проходить через Кавказ.

## Критика
Гіпотеза Гумільова про космічне випромінювання настільки позбавлена здорового ґлузду, що на Заході її навіть не беруться критикувати, як серойзну наукову концепцію. Тімоті Снайдер називає Гумільова « (…) типовим радянським самоуком, сповненим ентузіазму аматором». Шнірельман і Панарін зауважують, що «теорія» Гумільова могла видаватись привабливою «технарям» в пізньому Радянському Союзі, адже замість загадкових «продуктивних сил», на які покладалась радянська історіографія, пропонували «сили природи», які буцімто урухомлюють суспільні явища. Враховуючи в середньому доволі плачевний стан соціогуманітарних наук у той час, не дивно, що Гумільов, здатний яскраво та пристрасно писати, заповнив цю нішу. Автори зауважують вельми легковажне ставлення Гумільова до джерел та методів.
Гумільов часто суперечить сам собі, наприклад, зауважуючи, що «етноси є біофізичними реальностями», і в цей же час, що етнос «не слід прирівнювати до біологічних таксономічних одиниць».
Понад те, примордіалістські погляди Гумільова на походження як етносів, так і націй в сучасних суспільних науках загалом є вкрай застарілим.